# Ямагата Аритомо
Князь (с 1907) Ямагата Аритомо (яп. 山県有朋) — японский политический и государственный деятель, военный. 3-й и 9-й премьер-министр Японии (24 декабря 1889 — 6 мая 1891, 8 ноября 1898 — 19 октября 1900). Генерал Императорской армии Японии, маршал, председатель Генерального штаба армии (1878—1882, 1884—1885, 1904—1905). Участник гражданской войны Босин (1868—1869), Сацумского восстания (1877), японо-китайской (1894—1895) и русско-японской (1904—1905) войн. Министр армии (1873—1878), министр внутренних дел (1883—1890), 4-й министр юстиции (1892—1893), 5-й, 9-й и 11-й председатель Тайного совета (1893—1894, 1900—1903, 1909—1922). Гэнро. Лауреат британского Ордена заслуг. Знаток японской поэзии и японского садоводства. За свой вклад в формирование современных вооружённых сил Японии получил прозвище — «отец японской армии». Псевдоним — Гансэцу (яп. 含雪).

## Жизнеописание

### Молодые годы
Ямагата Аритомо родился 14 июня 1838 года в городе Хаги автономного удела Тёсю. Его отец Ямагата Аритоси происходил из незнатных самураев и занимался обслуживанием амбаров.
В юности Ямагата учился в частной школе Сёка-сондзюку под руководством Ёсиды Сёина. Юноша находился под влиянием общественного антиправительственного движения «Да здравствует Император, долой варваров!» и принимал участие во всех военных мероприятиях княжества Тёсю, нацеленных на свержение сёгуната Токугава. За свои управленческие таланты Ямагата получил должность командующего ополчения княжества.
После реставрации Мэйдзи в 1868 году в Японии вспыхнула гражданская война, в которой Ямагата выступил на стороне новообразованного императорского правительства. В качестве генерала правительственных войск он командовал военными операциями в регионе Хокурикудо, а также возглавил карательный поход против княжеств провинций Этиго, Дэва и Муцу, членов Северного союза.
В 1869 году правительство отправило Ямагата на стажировку в Европу, где он занимался изучением организации вооруженных сил европейских стран. Через год молодой офицер вернулся на родину, получил назначение на должность младшего, а впоследствии старшего вице-министра войны. Вместе с Сайго Такамори Ямагата сформировал императорскую гвардию, основу будущей Императорской армии Японии, а также принимал участие в упразднении княжеств в 1871 году. Вслед за Омурой Масудзиро он планировал создание общенациональных вооруженных сил, которые формировались бы без учета сословной принадлежности, на основе общей воинской повинности. В 1873 году Ямагата добился публикации указа о введении этой повинности, отменив тем самым традиционные самурайские войска и заложив фундамент новейших вооруженных сил Японии.

### Министр
В 1873 году Ямагата был назначен на должности министра армии и императорского советника. Участвовал в подавлении многочисленных крестьянских и самурайских антиправительственных восстаний, что вспыхивали в течение 1870-х годов. В 1878 году, после пацификации сацумских повстанцев, Ямагата основал по прусским лекалам независимый от министерства Генеральный штаб вооруженных сил, превращенный в 1889 году в Генштаб армии. Он возглавлял его трижды: в 1878—1882, 1884—1885, 1904—1905 годах.
В 1878 году Ямагата опубликовал наказ военным (яп. 軍人訓誡 гундзин кункай) , на основе которого составил в 1882 году Императорский рескрипт для военных. Этот документ устанавливал новый кодекс чести для японских солдат и офицеров и провозглашал армию и флот страны защитниками божественной монархии. Он действовал до 1945 года.
В 1870-х годах Ямагата выступал против Общественного движения за свободу и народные права («Дзию минкэн ундо»). Он настаивал на эволюционных, а не революционных изменениях и поддерживал идею создания конституции. Так, в 1881 году Ямагата сговорился с Ито Хиробуми и Ивакурой Томоми и добился отставки либеральной группы Окумы Сигэнобу из правительства, благодаря чему правительство смогло составить основной закон Японии по консервативным прусским образцам.
В 1882 году Ямагата получил назначение на должность председателя Палаты советников (яп. 参事院 сандзиин), а в следующем году стал министром внутренних дел. Продолжая подавлять выступления сторонников движения за свободу и народные права, он ввёл новую систему контроля за регионами, в которых землевладельцами могли становиться люди исключительно с хорошей репутацией. В 1888 году Ямагата способствовал утверждению новой системы муниципалитетов Японии, по которой все населённые пункты страны делились на города, посёлки и сёла, а в 1890 году присоединился к административной реформе, которая поделила префектуры на уезды. В 1884 году министр был награждён титулом графа и приравнен к титулованной аристократии. В 1890 году его повысили до звания генерала армии, а в 1898 году удостоили званием маршала.

### Премьер
В 1889 году Ямагата стал премьер-министром Японии и сформировал свой первый кабинет. На первой сессии парламента, которая состоялась в 1890, он настаивал на наращивании военной мощи, противостоял Народной партии, которая требовала установления системы выходных, и сумел обезвредить оппозиционеров из Либеральной партии. В 1891 кабинет Ямагата вышел всём составом в отставку. В том же году за заслуги перед государством император присвоил ему звание гэнро, что давало ему широкие политические полномочия.
Во время японско-китайской войны 1894—1895 годов Ямагата был назначен командующим первой армии и уехал на фронт, однако из-за болезни вскоре вернулся домой. После войны он продолжал настаивать на увеличении обороноспособности Японии, ставя в пример незащищённый Китай, который стал жертвой колонизации европейских государств.
Во второй половине 1890-х годов Ямагата пытался сдержать фрагментацию японского политикума и государственного аппарата по партийной принадлежности. С этой целью он сформировал собственную большую политическую группу в парламенте, недовольную сотрудничеством ханских фракций правительства с политическими партиями. Эта группа состояла из государственных служащих, депутатов верхней палаты и военных. Генерал выступал против идеи создания многопартийной системы, которую поддерживал гэнро Ито Хиробуми, и ратовал за создание упрощённой двухпартийной системы.
В 1898 году, после развала первого кабинета Окумы, Ямагата вновь занял пост премьер-министра страны и сформировал свой второй кабинет. При поддержке Конституционной партии в парламенте, он повысил налог на землю, доходы от которого должны были пойти на наращивание мощи вооруженных сил страны, и внёс поправки в законодательство, которые сделали невозможным приём на государственную службу членов политических партий. Кроме этого, Ямагата расширил полномочия Тайного совета императора и провёл через парламент закон, по которому ключевые должности в военных структурах могли занимать только действительные военные. В его правление также было принято положение о правопорядке и полиции, направленное на подавление антиправительственных выступлений рабочих и крестьян. Во внешней политике Ямагата стремился поддерживать авторитет Японии на уровне передовых европейских государств, поэтому в 1900 году, во время вспышки Боксёрского восстания в Китае, он прислал на помощь европейским войскам японские армейские контингенты. Они приняли активное участие в Международной Освободительной Экспедиции, а Япония стала одной из учредительниц Альянса восьми держав. 14 августа 1900 г. войска Международной Освободительной Экспедиции, под командованием генерала Н. П. Линевича, штурмовали Пекин и овладели китайской столицей. 
После создания Ито Хиробуми Общества друзей конституционного правительства, - Ямагата рекомендовал его кандидатуру в качестве своего преемника, а сам 19 октября 1900 г. ушёл в отставку. С 1901 года Ямагата выполнял роль «серого кардинала» в первом правительстве Кацуры Таро, помогая ему. Он способствовал заключению англо-японского союза, направленному на сдерживание российской экспансии в Азии.

### Последние годы
Во время Русско-японской войны 1904—1905 годов Ямагата находился на посту главы Генерального штаба армии и был генеральным инспектором, ответственным за снабжение и коммуникации в Генеральном штабе вооруженных сил Японии. В 1907 году за заслуги ему пожаловали высокий дворянский титул герцога. После войны генерал занимался разработкой оборонной доктрины Японской империи, которая способствовала наращиванию боеспособности страны и повышению роли армии в политической жизни.
В 1909 году, в результате убийства Ито Хиробуми, Ямагата временно усилил своё влияние на вооружённые силы, внутреннюю и внешнюю политику. В апреле 1918 года маршал провёл переговоры с сибирским политиком и дипломатом С. В. Востротиным. В июне 1918 г. состоялась его 2-я поездка Востротина в Японию, после которой «японская интервенция в Сибирь была решена». 
На фоне роста демократического движения и усиления роли партий в политической жизни Японии, маршал стал терять контроль над ситуацией в стране. Особый удар по нему нанесли рисовые бунты 1918 года, вызванные расстройством японской экономики после Первой мировой войны. Ямагата был вынужден признать Хару Такаси лидером Общества друзей конституционного правительства и допустил представителей политических партий к формированию кабинета министров. В 1921 году он потерпел поражение в дебатах вокруг выбора невесты наследного принца Хирохито. Эти события подорвали силы пожилого генерала. Он умер 1 февраля 1922 года в Токио, в 83-летнем возрасте. Похороны Ямагаты были проведены на самом высоком уровне за государственный счёт.

## Награды
- Орден Хризантемы (3 июня 1902)>[4]
- Цепь ордена Хризантемы (1 апреля 1906)[4]
- Орден Цветов павловнии (5 августа 1895)
- Орден Восходящего солнца 1 степени (2 ноября 1877)
- Орден Золотого коршуна 1 (1 апреля 1906)[5]
- Орден Золотого коршуна 2 (5 августа 1895)[6]
- Медаль за участие в японо-китайской войне (18 ноября 1895)[7]
- Медаль за участие в подавлении боксёрского восстания (10 мая 1902)[4]
- Медаль за участие в русско-японской войне (1 апреля 1906)[5]
- Медаль за кампанию 1914—1915 годов (1 апреля 1916)[8]
- Медаль в память аннексии Кореи (1 августа 1912)
- Памятная медаль в честь восшествия на престол императора Тайсё (10 ноября 1915)
- Медаль Почёта с жёлтой лентой  (8 апреля 1891)[9]
- Великий офицер ордена почётного легиона (15 июня 1880)
- Кавалер Большого креста ордена Короны (22 декабря 1886)[10]
- Кавалер Большого креста Ордена Христа (25 августа 1887)[11]
- Кавалер Большого креста Ордена Святых Маврикия и Лазаря (30 октября 1889)[12]
- Кавалер Ордена Белого орла (30 октября 1889)[12]
- Кавалер Большого креста ордена Красного орла (14 июня 1899)[13]
- Кавалер Ордена Железной короны 1-й степени (22 ноября 1890)[14]
- Кавалер Ордена Святого Александра Невского (28 октября 1896)
- Кавалер Большого креста ордена Почётного легиона (7 мая 1897)[15]
- Кавалер Ордена Заслуг (5 апреля 1906)[16]
- Кавалер Ордена Святых Михаила и Георгия (3 июля 1918)[17]
- Кавалер Ордена Золотого Мерила (12 марта 1908)[18]